# Требишів (округ)
Округ Требишів (словац. Okres Trebišov) — округ (район) Кошицького краю в південно-східній Словаччині з адміністративним центром в місті Требишів.
Площа становить 1 074 км², населення — 103 779 (2001), ▼105 862 (31.12.2017)  .

## Географія
На півночі межує з Пряшівським краєм, на північному сході з округом Михайлівці, на сході з Україною, на півдні з Угорщиною, на заході з Округом Кошиці-околиця. Розташовані Підсланські пагорби.

## Адміністративний поділ
Округ Требишів складається з 82 громад (obec, тобто населених пунктів, які мають власне самоврядування), в тому числі:
- 4 міста: Требишів, Сечовце, Кральовски-Хлмец, та Чиєрна-над-Тісоу (Чієрна-над-Тісоу);
- 78 сіл (сільських громад, словац. vidiecka obec): Бачка, Бачков, Бара, Бєл, Боль, Борша, Ботяни, Брегов, Брезіна, Бишта, Цейков, Чельовце (Человце), Чергов, Чернохов, Чєрна, Дарґов, Добра, Дворянки, Еґреш, Грань, Грчель, Грядки, Кашов, Казімір, Клін-над-Бодроґом, Кожухов, Кравани, Кузміце, Киста (Куста), Ладмовце, Ластовце, Лелес, Лугиня, Мала Трня, Мале Озоровце, Мале Тракани, Мали Гореш, Мали Каменец, Міхаляни, Ніжни Жіпов, Новосад, Нови Русков, Парховани, Плехотіце, Поляни, Прібенік, Рад, Сірнік, Слівнік, Словенске Нове Место, Сольнічка (Солнічка), Сомотор, Станча, Станковце, Стражне, Стреда-над-Бодроґом, Света Марія, Светуше, Свініце, Трнавка, Веляти, Велька Трня, Вельке Озоровце, Вельке Тркани, Вельки Гореш, Вельки Каменец, Вінічки, Вішньов, Войчіце, Войка, Затін, Збегньов, Земплін, Земплінска Нова Вес, Земплінска Тепліца, Земплінске Градіштє, Земплінске Ястраб'є, Земплінски Бранч.

## Населення
| Рік:            | 1994.   | 2004.   | 2014.   | 2024.   |
| --------------- | ------- | ------- | ------- | ------- |
| Кількість осіб: | 101 369 | 104 460 | 105 995 | 102 907 |
| Різниця:        |         | +3,04 % | +1,46 % | -2,91 % |

| Рік:            | 2023.   | 2024.   |
| --------------- | ------- | ------- |
| Кількість осіб: | 103 002 | 102 907 |
| Різниця:        |         | -0,09 % |

### Статистичні дані (2001)
Національний склад:
- Словаки 64,8 %
- Угорці 29,3 %
- Роми 4,4 %

Конфесійний склад:
- Католики 50,6 %
- Греко-католики 22,9 %
- Реформати 14,5 %
- Свідки Єгови 1,9 %
- Православні 1,3 %
- Лютерани 0,8 %.

## Україно-русинськігромади
- Стреда-над-Бодроґом
- Бачков
- Дарґов
- Земплінске Ястраб'є
- Земплінски Бранч

## Цікаво
Сім сіл району належать до Токайського виноробного регіону:
- Бара
- Вінічка
- Велька Трня
- Мала Трня
- Словенске Нове Место
- Чергов
- Чернохов